# Vazgenashen
Vazgenashen (o in azero Gülablı) è una comunità rurale del distretto di Xocavənd, in Azerbaigian, fino al 2024 appartenente alla Martuni nella repubblica di Artsakh (fino al 2017 denominata repubblica del Nagorno Karabakh).
Nel 2005 contava poco meno di quattrocento abitanti e sorge nei pressi di quello che era il confine con la regione di Askeran.
È anche citata con il toponimo di Sarushen.